# Nikon D

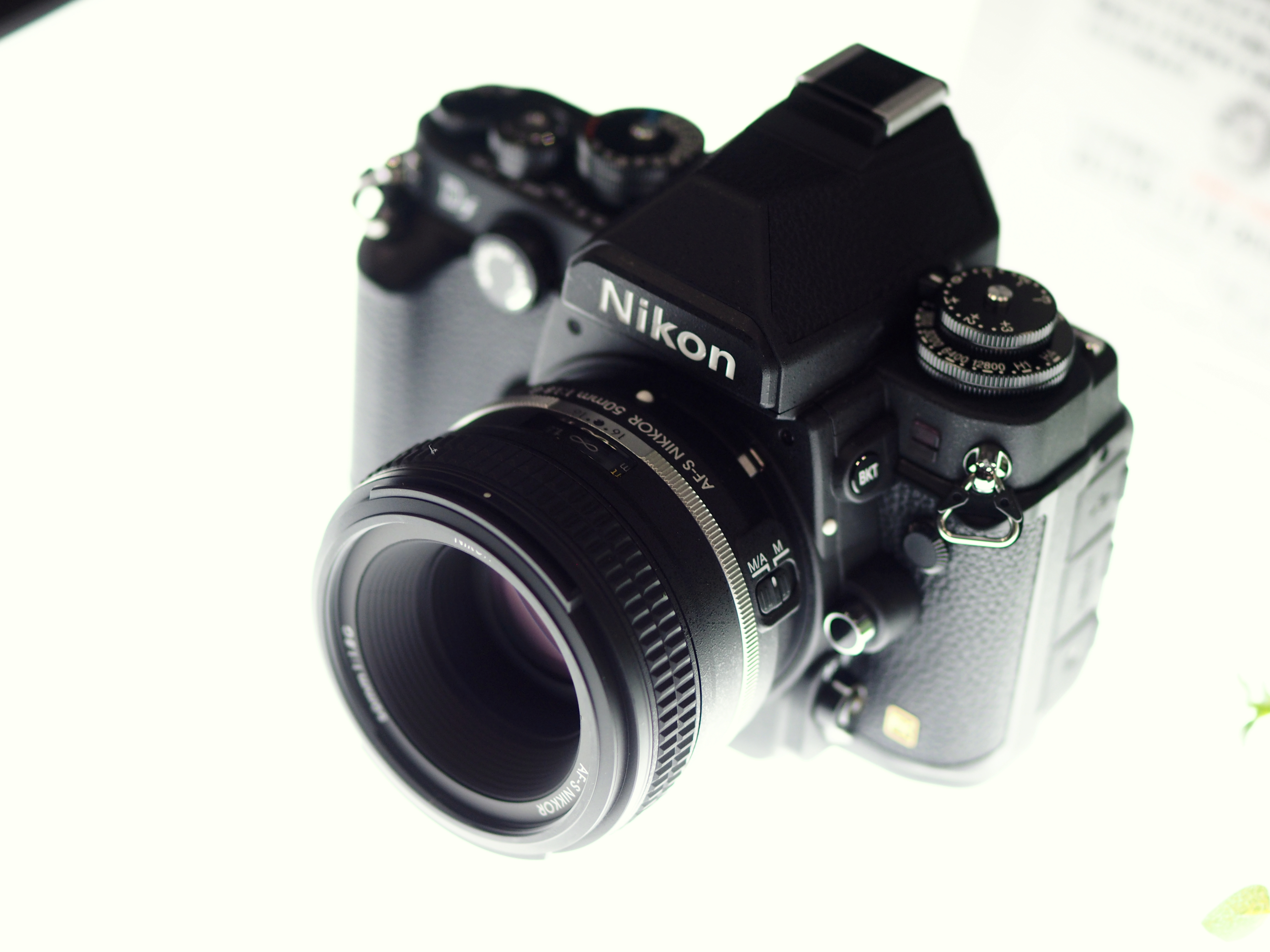
Nikon Df.

La serie D della Nikon è una serie di fotocamere digitali reflex con sensori immagine formato DX e FX.
La serie è stata creata dal 1999 con la Nikon D1 come il successore della Nikon serie F. 
Queste fotocamere utilizzano la baionetta Nikon F, introdotta nel 1959 con la prima reflex della casa.

## Modelli

### Modelli in produzione
- Nikon D7500
- Nikon D850
- Nikon D780
- Nikon D6

### Modelli dismessi
- Nikon D1 (giugno 1999)
- Nikon D1H
- Nikon D1X
- Nikon D100
- Nikon D2H
- Nikon D70 (gennaio 2004)
- Nikon D2X
- Nikon D2H
- Nikon D50
- Nikon D70s
- Nikon D200
- Nikon D2X
- Nikon D80
- Nikon D40
- Nikon D40X
- Nikon D3
- Nikon D300
- Nikon D60
- Nikon D700
- Nikon D90
- Nikon D3X
- Nikon D5000
- Nikon D3000
- Nikon D300s
- Nikon D3s
- Nikon D3100
- Nikon D7000
- Nikon D5100
- Nikon D4
- Nikon D800
- Nikon D800E
- Nikon D3200
- Nikon D600
- Nikon D5200
- Nikon D7100
- Nikon Df (novembre 2013)
- Nikon D610
- Nikon D5300
- Nikon D3300
- Nikon D750
- Nikon D810
- Nikon D7200
- Nikon D5500
- Nikon D4s
- Nikon D810A
- Nikon D3400
- Nikon D5600
- Nikon D5
- Nikon D500
- Nikon D3500